# Rue Marius-Jacotot
La rue Marius-Jacotot est une voie de la commune française de Puteaux (Hauts-de-Seine).

## Situation et accès
La rue débute place Antoine-et-Simone-Veil et se termine rue Rousselle.

## Origine du nom
La rue porte le nom de Marius Jacotot (Courbevoie 1866 - Puteaux 1930), maire de Puteaux de 1925 à 1930, ancien ouvrier de l'Atelier de construction de Puteaux, membre de la SFIO.

Durant son mandat, il ouvre les trois écoles, achète des terrains pour y construire des HBM et est à l'origine de la construction de la mairie actuelle, de la publication du Bulletin municipal et de l'édification du monument aux morts du cimetière nouveau de Puteaux, où il est enterré.

## Historique
Cette voie est appelée du 25 octobre 1851 au 28 septembre 1881 « rue de la Croix », du nom d'un lieu-dit.
Elle est ensuite appelée rue du Marché,  et prend son nom actuel le 1er octobre 1930.

## Bâtiments remarquables et lieux de mémoire
En 1976, le film L'Aile ou la Cuisse de Claude Zidi y a été partiellement tourné.

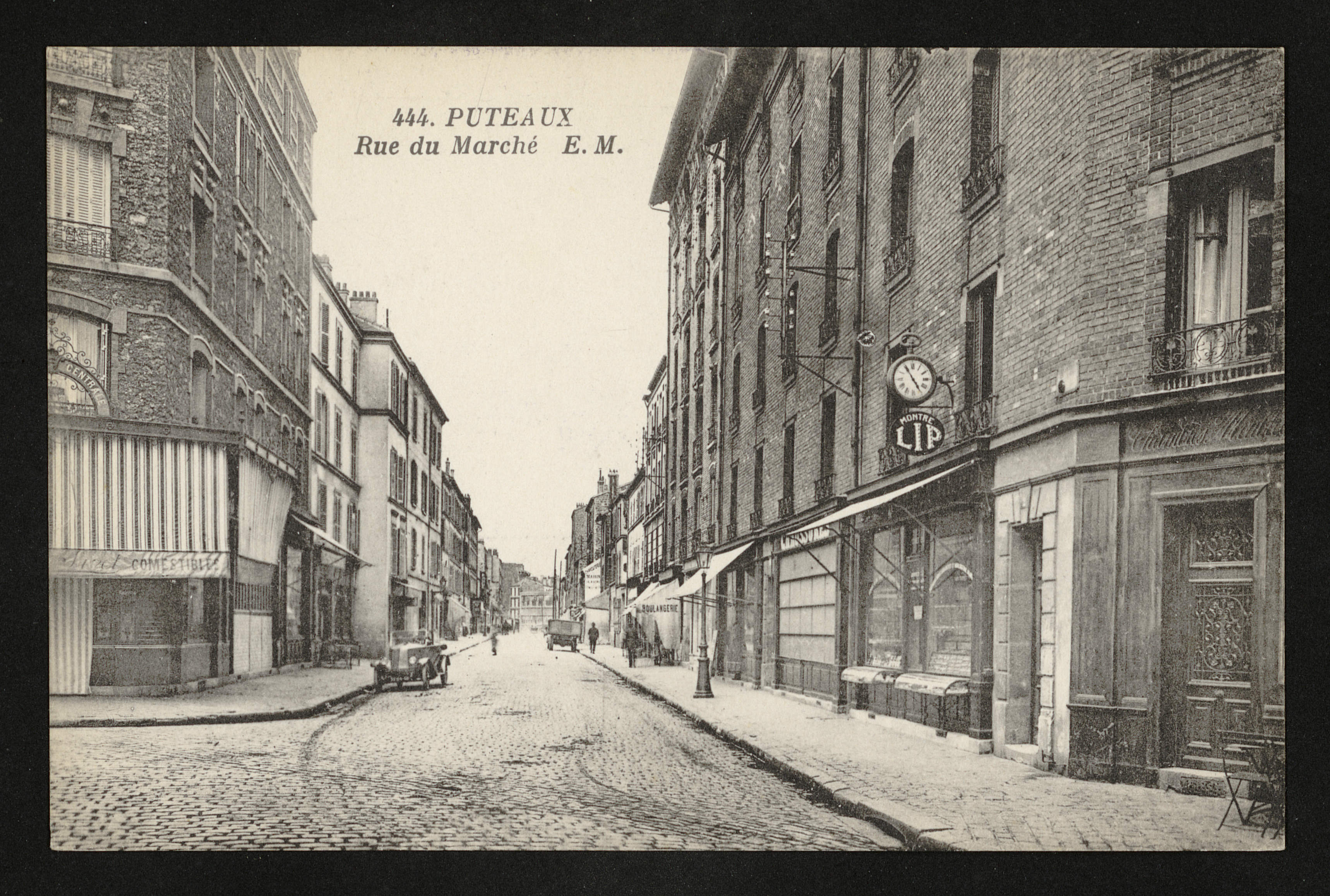
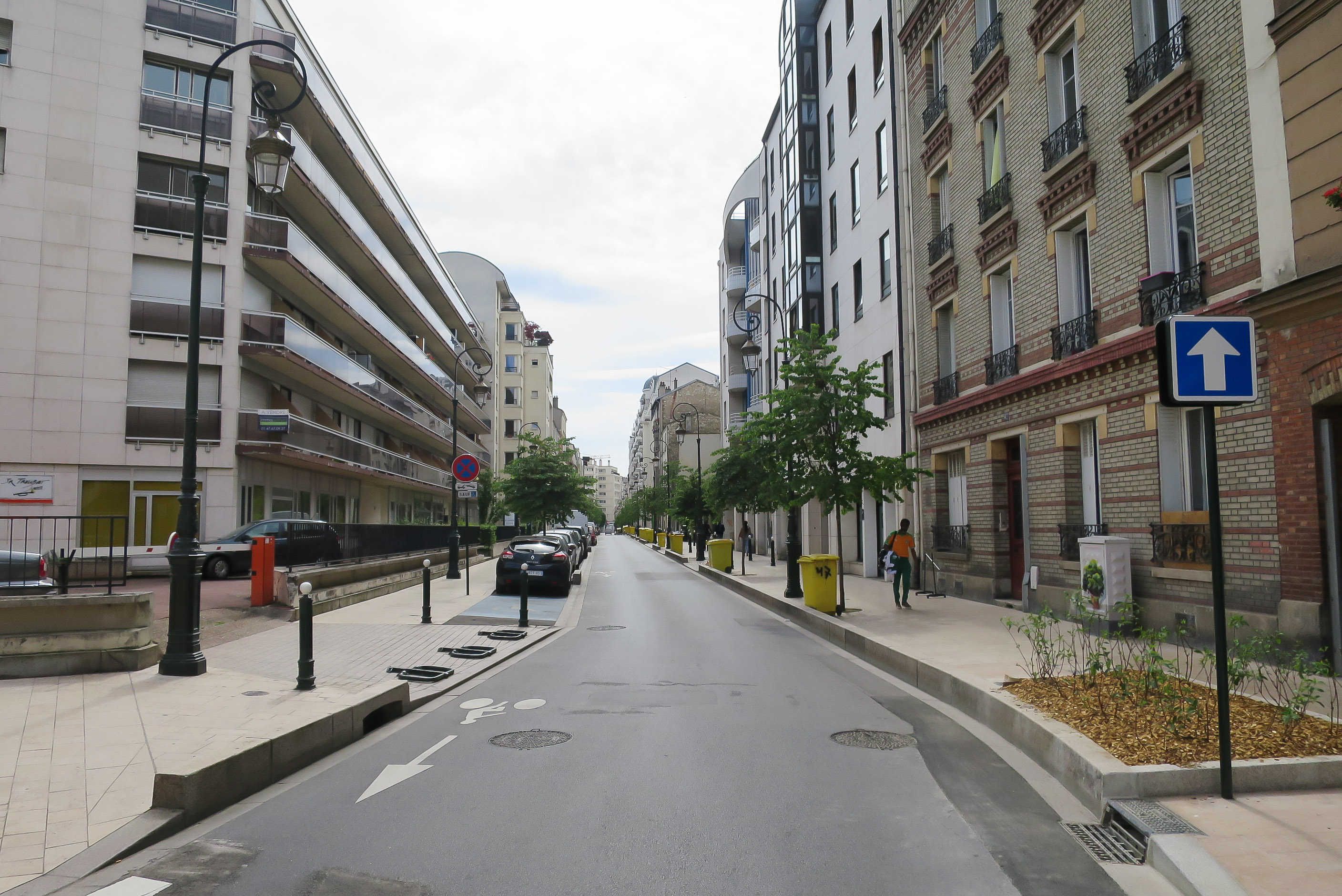